# Stanisław Tadeusz Huskowski
Stanisław Tadeusz Huskowski (Wrocław; 24 de Abril de 1953 — ) é um político da Polónia. Ele foi eleito para a Sejm em 25 de Setembro de 2005 com 12334 votos em 3 no distrito de Wrocław, candidato pelas listas do partido Platforma Obywatelska.
Ele também foi membro do Senado 2001-2005.